# Кашина Милортина е Милорта (Новара)
Кашина Милортина е Милорта је насеље у Италији у округу Новара, региону Пијемонт.
Према процени из 2011. у насељу је живело 22 становника. Насеље се налази на надморској висини од 130 м.